# Brenton Broadstock
Brenton Thomas Broadstock (født 12. december 1952 i Melbourne, Australien) er en australsk komponist og musikprofessor.
Han har skrevet seks symfonier, orkesterværker, kammermusik, koncerter, fire strygerkvartetter,kormusik etc.
Han studerede først historie og politik og senere musik på Monash University. Studerede komposition hos Peter Sculthorpe, og har vundet flere priser for sine kompositioner, såsom feks. Australiens fornemste pris Paul Lowin Song Cycle Award for stykket Bright Tracks for mezzo-sopran og stryger trio.
Broadstock var fra (1982-2006) professor og leder af komponist afdelingen på Melbourne universitet.

## Udvalgte værker
- Symfoni nr. 1 "Imod det skindende lys" (1988) - for orkester
- Symfoni nr. 2 "Stjerner i en mørk nat" (1989) - for orkester
- Symfoni nr. 3 "Stemmer fra ilden" (1991) - for orkester
- Symfoni nr. 4 "Født af gode engles tårer" (1995) - for orkester
- Symfoni nr. 5 "Den mørke side" (1999) - for orkester
- Symfoni nr. 6 "Afstandens tyranni" (2009) - for orkester
- Tubakoncert "Lavet i himlen" (1985) - for tuba of orkester
- Trompetkoncert (2009) - for trompet og orkester
- Klaverkoncert (1987) - for klaver og orkester
- "Klare spor" (1998) - for sopran, violin, bratsch og cello
- "Aurora Australis" (1981) - for 8 tromboner
- "Fahrenheit 451" (1992) - kammeropera